# Daheim in den Bergen – Brüder
Brüder ist ein deutscher Fernsehfilm von Markus Imboden aus dem Jahr 2021. Es handelt sich um den siebten Teil der Heimatfilmreihe Daheim in den Bergen. Catherine Bode und Theresa Scholze verkörpern die Schwestern Marie und Lisa Huber, Thomas Unger und Matthi Faust das Brüderpaar Georg und Florian Leitner. Tragende Rollen sind mit Christoph M. Ohrt, Judith Toth und Nadja Sabersky besetzt. Die Haupt-Gastrollen dieser Folge haben Mohsen al Ramadan, Mouaataz al Ramadan, Julia Jäger und Andreas Hoppe übernommen.
Auf der Seite der ARD Degeto wurde der Film mit folgenden Worten vorgestellt: „Der Erbschaftsstreit zwischen Georg und Florian zieht in der Leitner-Familie weite Kreise: Bis zur Wiedereröffnung des stillgelegten Hofs müssen alle Angehörigen ohne Einkommen und Perspektive klarkommen.“ […]  „In der Episodenhandlung der beliebten Reihe geht es um zwei syrische Jungen, die ihre Eltern auf der Flucht verloren haben und dringend eine Familie brauchen.“

## Handlung
Georg Leitner und Marie Huber streiten wieder einmal, diesmal über Dinge, die noch in weiter Zukunft liegen.
Karl Leitner, der sich entschlossen hat, erst einmal wieder für ein Jahr als Sozialarbeiter zu arbeiten, und eine Pflegefamilie für die aus Syrien stammenden Brüder Abed und Mohammed finden sollte, bringt die beiden Jungen mit auf den Leitnerhof, da die Pflegefamilie, zu der sie kommen sollten, es sich kurzfristig anders überlegt hat und zu dem Ergebnis gekommen ist, dass ihr zwei Kinder auf einmal doch zu viel seien. Leitner muss nun sehen, ob und wo er die Jungen anderweitig unterbringen kann.
Florian Leitner, der das Testament seines, wie er immer glaubte, Vaters Sebastian, als äußerst ungerecht empfindet, kann mit der Situation, dass sein Bruder Georg das in erster Linie von ihm aufgebaute Ferienhotel Leitnerhof geerbt hat, nach wie vor überhaupt nicht umgehen. Er erscheint kurz in seinem Elternhaus und nimmt Erinnerungsfotos an sich. Als seine Frau Karin ihn anspricht und umarmen will, weist er sie ab, steigt auf sein Motorrad und fährt davon. Das Ehepaar lebt inzwischen getrennt. Das Ferienhotel Leitnerhof ist vorübergehend geschlossen. Der Erbschaftsstreit der Leitner-Brüder macht sich überall bemerkbar.
Georg spricht mit der Nachlassbearbeiterin Moser, die ihm erklärt, dass ihr die Hände gebunden seien, solange der Erbschaftsrechtsstreit laufe. Ihre Aussage, dass Erbschaftsprozesse extrem teuer werden und lange dauern könnten, ist auch nicht gerade ermutigend. Florian steht seit der Nachricht, dass er nicht Sebastians Sohn ist, völlig neben sich und lebt nur in den Tag hinein. Der Prozess um das Erbe wird durch sein Nichtstun noch zusätzlich in die Länge gezogen. Florian hadert mit sich, mit seiner Umwelt und mit allen Menschen, die ihm einmal etwas bedeutet haben.
Lisa führt erfolgreich einen Prozess für die Freunde des Kulturbahnhofs. Leider ist deren Zahlungsmoral nicht die beste. Die junge Frau hat eine Liaison mit Ruben Hansen angefangen, die sie jedoch nur als Episode betrachtet, da sie sich bewusst ist, dass dieser kein Partner für sie sein kann. Nachdenklich äußert sie gegenüber Marie, dass das einzige Mal, dass sie gewusst habe, dass wirklich alles stimme, bei Florian gewesen sei. Marie hingegen macht sich Sorgen um die Sorgerechtsregelung für ihre Tochter Fritzi. Georg erwartet von ihr, dass sie einem gemeinsamen Sorgerecht zustimmt, Lisa fällt es jedoch immer noch schwer, ihm vollständig zu vertrauen.
Florian kann sich nicht dazu durchringen, das Testament Sebastian Leitners anzuerkennen, das besagt, dass er zwar die Hälfte des Erbes erhält, aber ausbezahlt werden soll. Er hadert damit, dass er ausbezahlt werden soll wie ein Angestellter, obwohl er den Leitnerhof doch erst zu dem gemacht habe, was er heute sei. Das sei ungerecht, erklärt er seiner Tochter Mila, die ihn zur Besinnung bringen will.
Karl Leitner, der von seinem Bruder dessen Pferde vermacht bekommen hat, versucht dessen therapeutische Arbeit mit den Tieren ansatzweise fortzuführen. Mit Mohammed und Abed übt er schon einmal. Als eine neue Pflegestelle für die beiden Knaben gefunden ist, begleitet er sie zu dem Bauernhof, wo sie aufgenommen werden sollen. Schnell bemerkt er, dass die Leute in erster Linie an dem Pflegesatz, den sie für die Kinder erhalten werden, respektive billigen Arbeitskräften interessiert sind. Er überlegt kurz und nimmt das Brüderpaar dann wieder mit, obwohl das für ihn Ärger mit dem vorgesetzten Amt bedeutet. Karl würde die Kinder gern bei Lena und Walter unterbringen, einem ortsansässigen Paar, das vor einiger Zeit seinen Sohn Jakob verloren hat, was für beide nach wie vor sehr schmerzhaft ist.
Lisa zweifelt inzwischen daran, ob sie auf der Alp richtig aufgehoben ist und kommt zu der Überzeugung, das sei doch mehr Maries Leben als ihres. Als sie mit ihrer Schwester darüber spricht, protestiert diese heftig und meint, sie brauche sie doch, ohne sie ginge es nicht. Auch zwischen Georg und Florian kommt endlich ein Gespräch zustande, das jedoch erneut damit endet, dass Florian verbittert aufspringt und davonläuft. Mila sieht nur noch eine Möglichkeit, auf ihren Vater einzuwirken. Sie bittet Lisa darum, mit Florian zu sprechen, denn sie sei die einzige, auf die er vielleicht noch hören würde. Ihr Vater habe ihr erzählt, dass das Verhältnis zwischen ihm und Lisa ein ganz besonderes gewesen sei. Tatsächlich sucht Lisa Florian auf und im strömenden Regen kommt es zu einem Kuss, der weitere Zärtlichkeiten nach sich zieht und mit einer Nacht in einer Autowerkstatt endet.
Mohammed und sein Bruder haben ein Gespräch aufgeschnappt, in dem davon die Rede war, dass sie nur getrennt vermittelt werden könnten. Mitten in der Nacht laufen sie davon. Nach einigen sorgenvollen Stunden erfährt Karl, dass sie zum Hof von Lena und Walter gelaufen sind und in deren Scheune übernachtet haben. Als das Paar Karl mitteilt, dass es sich nun doch entschlossen habe, die Brüder bei sich aufzunehmen, ist das für Karl eine sehr schöne Nachricht.
Auch Karin Leitner versucht sich nach der erfolgten Trennung von Florian eine eigene Existenz aufzubauen. Sie entwirft und fertigt Dirndls. Zwischen Karl und ihr herrscht inzwischen ein vertrauensvolles Verhältnis, was zu wertvollen Gesprächen zwischen beiden beiträgt.
Der Anwalt der Leitners, Dr. Kendrich, hat gegen Lisa den Vorwurf erhoben, sich des Parteiverrats schuldig gemacht zu haben. Die Anwaltskammer erwartet Lisas Stellungnahme dazu. Georg hingegen hat sich entschlossen, das Angebot, das ihm von einer Maklerfirma gemacht worden ist, anzunehmen und den Leitnerhof zu verkaufen. Als er das Karl mitteilt, kann und will dieser es kaum glauben.

## Produktion

### Produktionsnotizen
Der siebte Film der ARD-Heimatfilmreihe wurde zeitgleich mit dem nachfolgenden achten Film Die Bienenkönigin vom 11. August bis zum 9. Oktober 2020 an Schauplätzen im Allgäu gedreht. Es handelt sich um eine Westside Filmproduktion im Auftrag der ARD Degeto für die ARD Das Erste. Die Aufnahmeleitung lag bei Kathrin Laugalies und Sue Petzold, die Produktionsleitung bei Dirk Engelhard und die Herstellungsleitung bei Oliver Nommsen und für die ARD Degeto bei Kirsten Frehse.

### Fragen an die Mitwirkenden
Catherine Bode meinte, die von ihr gespielte Figur Marie und auch Georg seien wirklich Sturköpfe, das könne man nicht anders sagen. Marie sei in einer Welt aufgewachsen, in der es „Zeit für sich“ nicht so wirklich gegeben habe. Der Alltag einer Bauernfamilie in den Bergen mit eigenen Tieren, einer Käserei und Gastbetrieb sei geprägt von harter Arbeit, frühem Aufstehen, dem Leben mit der Natur und den Jahreszeiten. Marie habe von Anfang an gelernt, eigene Bedürfnisse dem Wohl der ganzen Familie und der Hütte unterzuordnen.
Theresa Scholze äußerte im Hinblick auf die Hilfsbereitschaft ihrer Rolle als Lisa, auch diese habe ihre Grenzen, denn wenn sie zur Belastung würde, müsse man auch einmal „Nein“ sagen können. Lisa sei zudem beneidenswert pragmatisch, wenn es in ihrem Beruf als Anwältin einmal nicht so gut laufe. Insoweit könne sie sich Lisa als schillerndes Vorbild nehmen und noch etwas dazulernen. Sie würde aber versuchen, etwas zu machen, das zumindest in irgendeiner Art mit der Schauspielerei zu tun habe.
An Thomas Unger ging die Frage, was für ihn das Besondere an den Dreharbeiten zu den beiden neuen Filmen gewesen sei. Der Schauspieler meinte, da falle ihm vieles ein, wie beispielsweise unglaublich schöne Motive, wie die „idyllische Bienen-Alpe mit den lustigen Laufenten“ sowie „die Mittagsalpe, die von tollen Menschen bewirtschaftet“ werde. Sein persönliches Highlight sei neben vielen anderen schönen Szenen mit den Kollegen aber das Traktorfahren gewesen.
Matthi Faust meinte, er sei nie in einer vergleichbaren Situation wie seine Filmfigur Florian gewesen, könne dessen Reaktion aber nachvollziehen. Florian verliere „erstmal den Glauben an alles – auch an sein eigenes ‚Konstrukt‘ Familie“. Auf die Frage, ob Faust inzwischen eine Art Heimatgefühl fürs Allgäu entwickelt habe oder im Herzen Großstädter sei, antwortete er, im Herzen sei er nichts von beidem. Er komme aus Mecklenburg und sein Herz gehe auf, wenn er sich dort befinde. Das Allgäu sei auf eine andere Weise auch sehr schön. Er freue sich, wenn er dort arbeite, aber auf Dauer fehle ihm der Horizont. Am schönsten aber sei das Wiedersehen mit den Kollegen, die man einmal im Jahre sehe. Er schätze jeden von ihnen und mit Thomas Unger fühle er sich mittlerweile sogar wirklich verbunden wie mit einem echten Bruder.
Von Christoph M. Ohrt wollte man wissen, ob er in seiner Rolle als Sozialarbeiter Karl zu den jungen Darstellern Mohsen und Mouaataz Al Ramadan, die die beiden traumatisierten Flüchtlingskinder verkörperten, schnell einen Draht habe finden können. Der Schauspieler bejahte das, denn er habe zwei fast erwachsene Kinder und kenne sich mit deren Stimmungen und Problemen ein wenig aus. Die beiden jungen Kollegen seien großartig gewesen. Zur Therapie mit den Pferden äußerte Ohrt, es sei ja bekannt, dass Tiere oftmals die besseren Therapeuten seien.
Judith Toth, die als Karin Leitner besetzt ist, antwortete auf die Frage, was für eine Frau ihre Figur in ihren Augen sei, sie empfinde Karin seit  Anbeginn als sehr fürsorglich und mütterlich, als absoluten Familienmenschen mit einem vielleicht etwas zu großen Hang zur Harmonie. Für ihre Begriffe dauere es enorm lange, bis Karin klare Grenzen ziehe. Sie sei das klassische „stille Wasser“, in dem sich mehr verberge, als man zunächst vermute. Warum Karin nicht um ihre große Liebe kämpfe, beantwortete Toth folgendermaßen: „Man sollte wissen, wenn ein Kampf verloren ist! Ich glaube, dann ist es weiser, die Waffen zu strecken, damit man noch erhobenen Hauptes vom Schlachtfeld ziehen kann.“

### Veröffentlichung
Die Erstausstrahlung des Films fand am 9. April 2021 im Programm der ARD Das Erste im Rahmen der Reihe „Endlich Freitag im Ersten“ statt.

## Kritik
Die Kritiker der Fernsehzeitschrift TV Spielfilm vergaben für Spannung einen von drei möglichen Punkten und schrieben wenig erhellend: „Bruderzwist und Pferdemist: Da ist alles drin“.
Der Kritiker Hans Czerny kam zu dem Ergebnis, aus dem „etwas anderen Heimatfilm, der mal nicht in Fried-Freude-Eierkuchen samt Happy-End“ machen wolle, werde „ein Sozialdrama, das sich zu großen Teilen in seinen Motiven wiederholt“. Weiter führte Czerny aus: „Obwohl Markus Imboden, der Regisseur, mit Allgäuer Bergpanoramen und dezentem Ziehharmonika-Score immer wieder Pausen setzt, ergreift einen doch unwillkürlich die Sehnsucht nach einem saftigen Ganghofer- oder wenigstens Bergdoktor-Milieu. Alleine, wie sich Christoph M. Orth als spät geouteter leiblicher Vater Florian Leitners um zwei syrische Flüchtlingsjungen kümmert, hat Lockerheit und natürlichen Charme. Eine wohltuend glaubhafte Sozialarbeiter-Episode in einer ansonsten arg anstrengenden familiären Gemengelage.“